# معركة أمكالة الأولى
معركة أمكالة الأولى وقعت في أواخر يناير 1976 بين القوات المسلحة الملكية المغربية من جهة وثلاثة ألوية من الجيش الجزائري وعناصر من البوليساريو على ثلاث جبهات (أمكالة، المحبس والتفاريتي).

## الرواية المغربية
قام اللواء الأول للمشاة بالجيش الجزائري بالهجوم على بلدة أمكالة، في حين قام لواء آخر بالهجوم على منطقة التفاريتي، وتمركز لواء آخر للمدرعات بالمحبس.
وبعد ورود هذه المعلومات، توجه الجيش المغربي لصد هذا الهجوم في قوة تضم وحدة لجبهة التحرير والوحدة تحت قيادة النقيب حبوها لحبيب، وفيلقين للمشاة يقودهما الكولونيل بن عثمان مدعومين بقوة للمدرعات تتكون من 36 دبابة.
قام الجيش الجزائري بمركزة مدفعيته الثقيلة على الأراضي الموريتانية وبالتحديد بمنطقة: «كارة فوق كارة»، والتي تبعد مسافة 6 كيلومترات عن أمكالة.
الكومندار بلخادم من الدرك الملكي هو الذي رافق الوفد الصحفي الأجنبي إلى أمكالة.

## الرواية الجزائرية
حسب الرواية الجزائرية فإن الجيش المغربي نصب كمينا وهاجم القوات الجزائرية التي كانت تنقل معونات من الدواء والأكل للصحراويين المحاصرين من طرف القوات المغربية.

## النتائج
في اليوم التالي للهجوم، أرسل الرئيس الجزائري هواري بومدين رسائل إلى رؤساء الدول في جميع أنحاء العالم. ، حيث قال "إن الجزائر مع حق تقرير المصير لإخوانهم وجيرانهم من الصحراء الغربية، الذي واجهوا ما وصلت إلى درجة الإبادة الجماعية" .فبالنسبة للدول الاشتراكية تحدث عن النفوذ الإمبريالي المغربي في المنطقة وبالنسبة لدول الغرب تحدث عن ضرورة تنظيم استفتاء لتقرير مصير الصحراء، في الأخير تم التوصل إلى هدنة بين المغرب والجزائر بوساطة مصر وتونس والجامعة العربية.
في 15 فبراير 1976 دارت بين القوات المسلحة الملكية المغربية وجيش التحرير الشعبي الصحراوي الجناح العسكري للبوليزاريو بدعم مزعوم من فرق من القوات الخاصة الجزائرية، وهو ما سمى بمعركة أمكالة الثانية.
1. ↑  "Cuatrocientos muertos marroquíes en la Batalla de Amgala" (in Spanish). ABC Sevilla. 03-02-1976. نسخة محفوظة 08 أغسطس 2013 على موقع واي باك مشين.
2. ↑  Maurice Barbier, Le conflit du Sahara occidental, Paris, L'Harmattan, 1982, p.185
3. ↑  Abdelhak El Merini, L'armée marocaine à travers l'Histoire, Rabat, Dar Nachr Al Maârifa, 2000, p.421
4. ↑  الرواية الجزائرية في معركة أمكالة  نسخة محفوظة 20 مايو 2017 على موقع واي باك مشين.
5. ↑  Barbier، Maurice (1982). Le conflit du Sahara occidental. Harmattan. ص. 189. ISBN:978-2-85802-197-0. مؤرشف من الأصل في 2020-11-13. تم توضيح هذا التكتيك الجديد من خلال استعادة أمكالة ليلة 14-15 فبراير. ونفذت العملية البوليساريو بمفردها دون مشاركة جنود جزائريين وقضت على الحامية المغربية المتبقية في أمكالة وأدى إلى سقوط عشرات القتلى.
6. ↑  أمكالة 2  نسخة محفوظة 20 مايو 2017 على موقع واي باك مشين.
7. ↑  امغالا 1 و2 و3 بين الحقيقة التاريخية والدعاية المغرضة نسخة محفوظة 15 فبراير 2018 على موقع واي باك مشين.

- القوات المسلحة الملكية المغربية
- الجيش الوطني الشعبي الجزائري